# Mnasagoras
Mnasagoras (Μναάρ]χον[réf. souhaitée]) est un philosophe stoïcien. 
Il est uniquement cité dans la table des matières de certains manuscrits des Vies, doctrines et sentences des philosophes illustres de Diogène Laërce, plus précisément à celle du livre VII, consacré aux stoïciens. Cette partie de l'ouvrage est lacunaire, d'où l'intérêt de la table des matières, composée avant la perte manuscrite, qui permet d'indiquer les philosophes évoqués par les Vies de Diogène. Ce sommaire liste les philosophes même s'ils n'ont pas de vie consacrée, pouvant être inclus dans les biographies d'autres philosophes. Vu que le nom de Mnasagoras suit celui de Mnésarchidès, un disciple de Diogène de Séleucie, il est possible que Mnasagoras soit lui aussi un disciple de Diogène.
Son nom est présent dans une inscription (IG II² 1938, coll I. 8), une liste de prêtres (hiéropes) célébrant les Ptolemaia de 151/150, ce qui serait une preuve qu'il aurait vécu au milieu du IIe siècle av. J.-C.. Plusieurs philologues y voient de nombreux noms de philosophes stoïciens et il est attesté que des pratiquants de cette doctrine se naturalisent à Athènes. Ces réflexions sont cependant plus douteuses dans la mesure où les noms cités sont populaires et furent portés par des philosophes qui ne sont pas de la même époque, il est impossible de confirmer que le Mnasagoras soit le philosophe concerné. Son nom est également cité dans l'Histoire Stoïcienne de Philodème (papyrus d'Herculanum 1018, col. LI) où il serait le fils de Mnésarque d'Alexandrie. Là aussi, il est possible que ce soit un homonyme.

## Sources
- (it) Tiziano Dorandi, « Considerazioni sull'index locupletar di Diogene Laerzio », Prometheus, vol. 18, no 2,‎ 1992, p. 121-126 (lire en ligne)